# پریکاردیت حاد

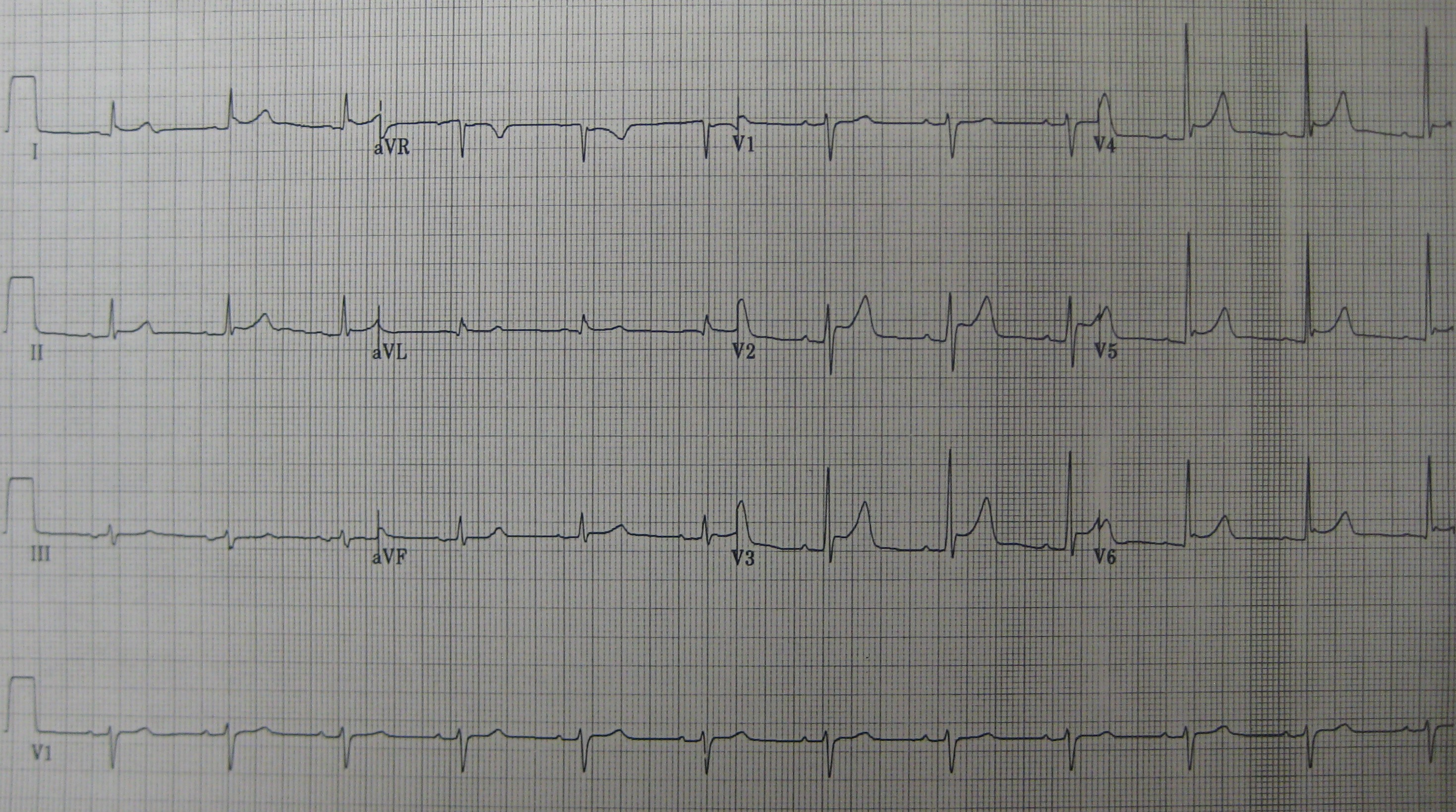
اکوکاردیوگرافی نشان دهنده پریکاردیت حاد

پریکاردیت حاد یا آماس حاد پریکارد قلب (به انگلیسی:Acute Pericarditis) یکی از نشانگان بالینی در پزشکی است.
پریکاردیت حاد ناشی از التهاب پرده پیراشامه که پیرامون قلب را فراگرفته است، می‌باشد.
پیراشامه یا پریکارد بافت همبند کیسه مانند است که قلب و آغاز رگ‌های بزرگ را می‌پوشاند و ۵۰ میلی‌لیتر مایع سروزی در آن قرار دارد.

## نشانه‌ها
نشانه‌های عمومی:
- تب
- بی‌حالی و درد عضلانی

تابلوی اصلی این بیماری:
- شروع ناگهانی درد قفسه سینه
- صدای سایش پریکارد
- تغییرات الکتروکاردیوگرافی[۱]

## علت‌ها
- شایع‌ترین علت قابل شناسایی پریکاردیت حاد عفونت‌های ویروسی است،

۱-علت‌های عفونی
۱٫۱-ویروس‌ها
- کوکساکی ویروس A وB
- ویروس‌های هپاتیت
- ویروس نقص ایمنی انسانی
- ویروس سرخک

۱٫۲-باکتری‌ها
- ارگانیسم‌های گرم مثبت و گرم منفی
- مایکوباکتریوم توبرکولوزیس

۱٫۳-قارچ‌ها
- بلاستومایسس درماتیدیس
- گونه‌های کاندیدا

۲-علت‌های غیرعفونی
۲٫۱-بدخیمی
- سرطان پستان
- سرطان ریه
- بیماری هوجکین
- لوسمی
- پرتودرمانی

۲٫۲-اختلالات خود ایمنی
- اختلالات مختلط بافت همبند
- کم‌کاری تیرویید
- بیماری التهابی روده
- آرتریت روماتوئید
- اسکلرودرمی

۲٫۳-داروها
- دانترولن
- دوکسوروبیسین
- هیدرالازین
- ایزونیازید

۲٫۴-سایر
- انفارکتوس حاد میوکارد
- نارسایی کلیه
- ترومای قفسه سینه
- پس از پریکاردیوتومی[۱]

## اندیکاسیون‌های بستری
- شک به تامپوناد قلبی
- درمان ضدانعقادی
- تب بیش از ْ ۳۸ درجه سانتی گراد
- تروما
- ضعف ایمنی
- میوپریکاردیت [۲]
- افزایش تروپونین I

## تشخیص
- اکوکاردیوگرافی قلبی در مواردمشکوک توصیه می‌شود.
- پریکاردیوسنتز نیز باید در هنگام شک به پریکاردیت چرکی انجام گردد.[۲]

## درمان
هدف از درمان برطرف کردن درد و پیشگیری از عوارض است.
چون بیشتر حملات بدون عارضه هستند، بسیاری از بیماران به صورت سرپایی درمان شوند. 
- داروهای ضدالتهابی غیراستروییدی.
- مصرف کورتیکواستروییدها به تنهایی در بیماران مبتلا به پریکاردیت حاد یا یا با علت نا مشخص ممنوع است.
- می توان از کلشی سین به همراه داروهای ضدالتهابی غیراستروییدی درافراد مبتلا به پریکاردیت حاد ویروسی یا بدون علت مشخص به عنوان درمان کمکی استفاده کرد[۳].

## پیش آگهی
در کل این بیماری یک وضعیت خوش خیم و خود محدود شونده است.